# 门楼里古民居
门楼里古民居，是位于中国福建省宁德市柘荣县楮坪乡湖头村52号的一个清代古建筑，2021年4月入选第九批柘荣县文物保护单位。
门楼里古民居是柘荣境内清代山地民居建筑的典型代表，始建于清朝嘉庆十年（1805年），建筑依山而建、坐南朝北，有四级台埕，由外向内依次建有门埕横路、门楼埕、主楼台基和后花台，建筑台基通进深32.36米，通面阔33.19米，占地1074平方米，其中主体建筑通面阔33.19米，通进深24.66米，占地818.47平方米。现有江姓族人在内居住。